# USS Saratoga (1956)

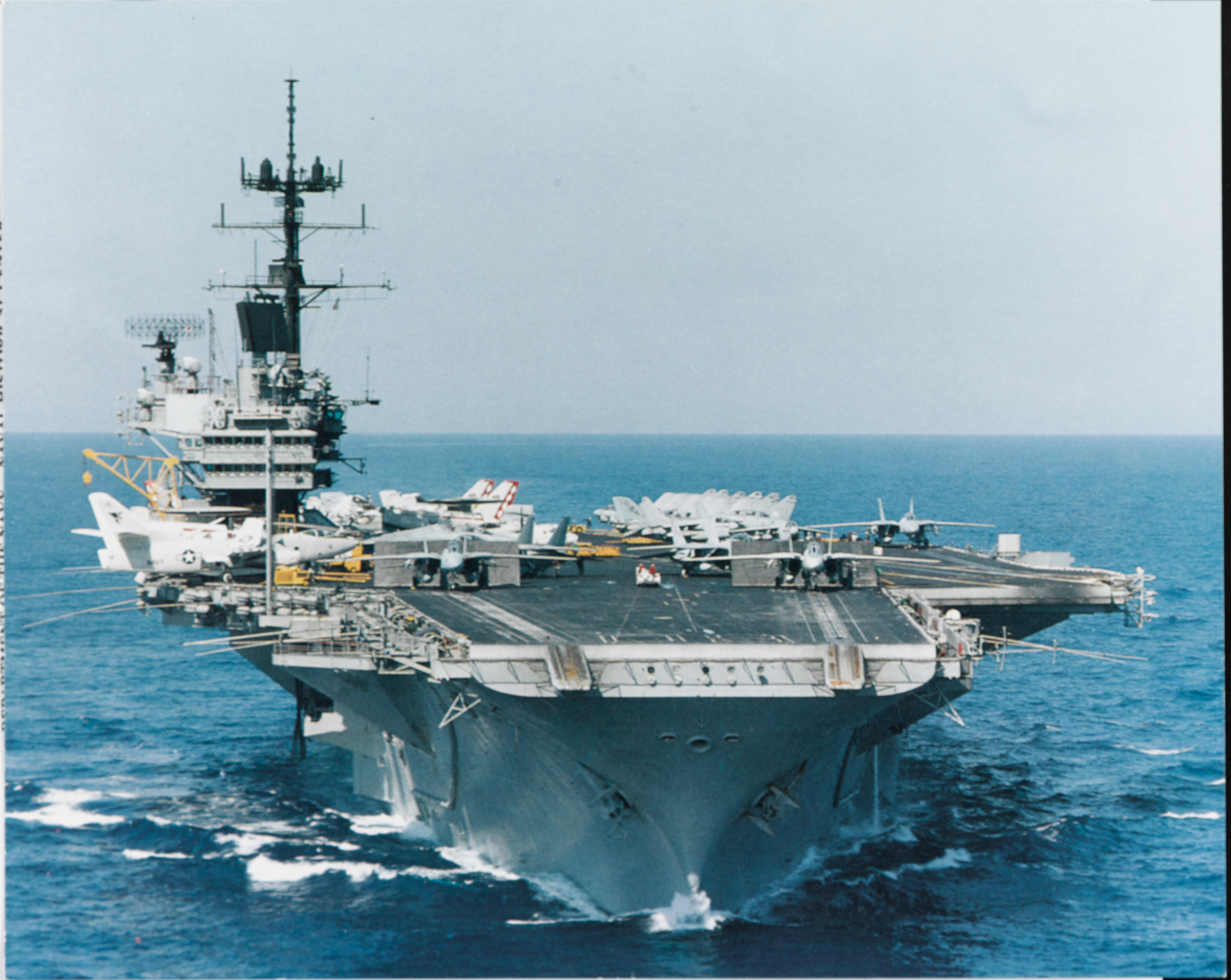
De Saratoga onderweg in de Middellandse Zee in 1985.

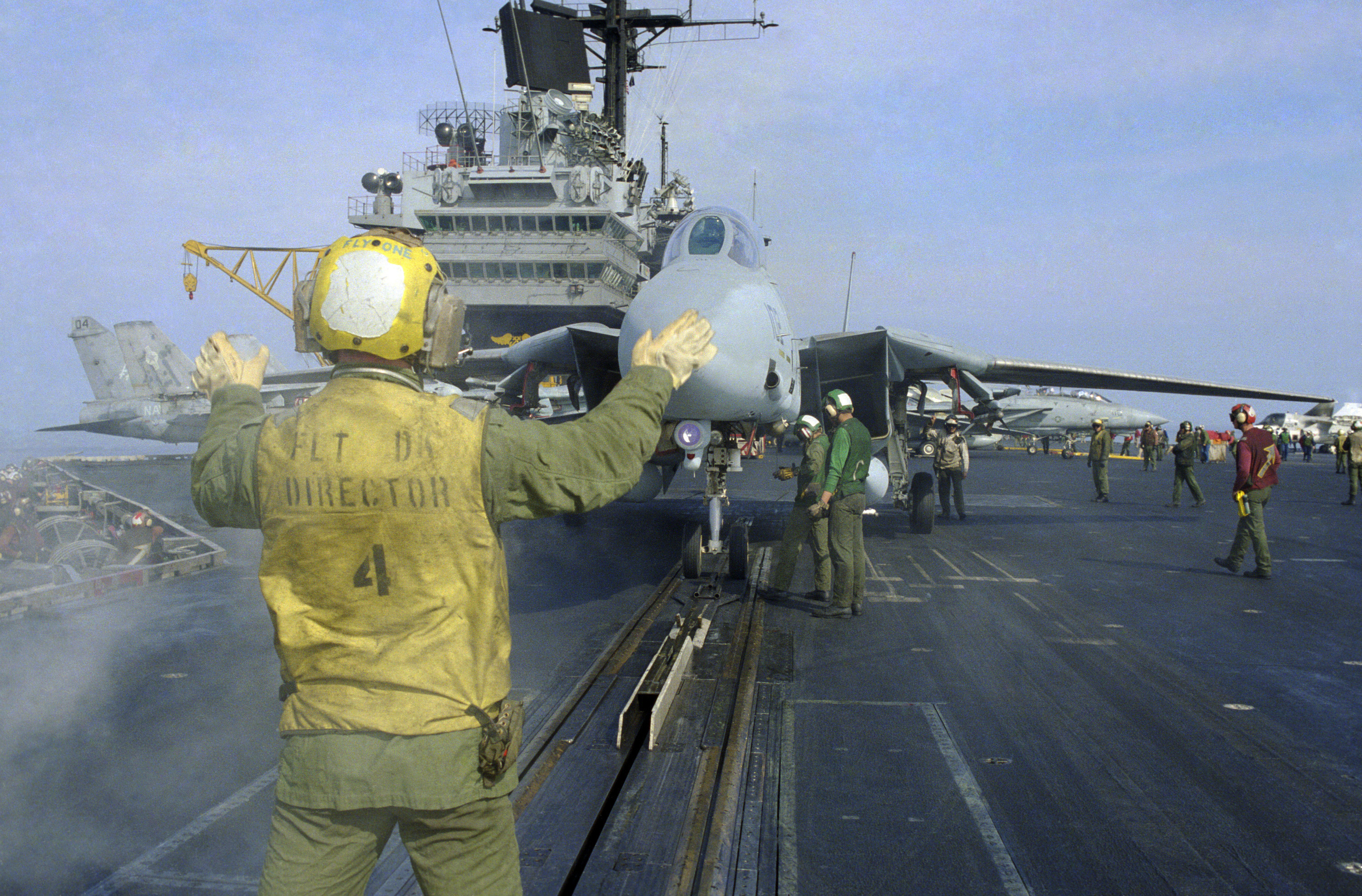
Een F-14 Tomcat wordt op een katapult geleid (2006).

De USS Saratoga (designatie: CV-60, eerst CVB-60 en dan CVA-60) was een supervliegdekschip uit de Forrestalklasse. Het was ook het zesde schip van de Amerikaanse marine dat naar de Slag bij Saratoga werd vernoemd.
Het schip werd in 1952 besteld als een groot vliegdekschip met designatie CVB-60. Datzelfde jaar begon de bouw in New York en in oktober werd de classificatie gewijzigd in aanvalsvliegdekschip waarna de designatie CVA-60 werd. Drie jaar later werd de Saratoga tewatergelaten. In 1956 werd het in dienst genomen door de Amerikaanse zeemacht. De Saratoga was het eerste vliegdekschip dat hogedrukboilers kreeg, iets waarmee het continu problemen zou kennen.

## Geschiedenis

### Jaren 1950
Na de initiële testen vertrok de USS Saratoga op 18 augustus 1956 op proefvaart naar Guantánamo Bay. Na nog wat aanpassingen in New York volgde nog een proefvaart om uiteindelijk in de thuishaven, Mayport (Florida), aan te komen. Op 6 juni 1957 kreeg de Saratoga een tweedaags bezoek van president Dwight D. Eisenhower die een demonstratie kreeg van de operaties aan boord. Hoogtepunt was de vlucht van twee F-8 Crusaders die vanaf de Amerikaanse Westkust vertrokken vanop de USS Bonhomme Richard (CVA-31) en op 3 uur en 28 minuten het continent overvlogen naar de Saratoga. Op 3 september vertrok het schip voor haar eerste missie naar de Noorse Zee. Daar nam het deel aan de NAVO-oefening Strikeback. Op 1 februari 1958 volgde een missie in de Middellandse Zee met de Amerikaanse zesde vloot.

### Jaren 1960
Tot eind 1967 maakte de USS Saratoga in totaal acht reizen naar de Middellandse Zee. Op 23 januari 1961 maakte een brand veroorzaakt door een gescheurde brandstofleiding zeven slachtoffers terwijl het schip in de Middellandse Zee was. Op 2 januari 1968 kreeg de Saratoga in Philadelphia (Pennsylvania) een grondig onderhoud dat elf maanden in beslag nam. Begin 1969 volgde een nieuwe proefvaart. Op 17 mei kreeg de Saratoga tijdens Armed Forces Day bezoek van toenmalig president Richard Nixon. Die kreeg een demonstratie met de gevechtsvliegtuigen te zien. Toen het schip op 17 juli nabij de Azoren voer onderweg naar de Middellandse Zee werd het bespioneerd door vliegtuigen van de Sovjet-Unie. In de Middellandse Zee aangekomen werd het schip deel van de krijgsmacht die daar werd opgebouwd als antwoord op de Sovjet-Unie die hetzelfde deed. De Saratoga opereerde nabij Kreta en voerde vooral spionagevluchten uit op de Sovjet-vloot.

### Jaren 1970
Op 11 april 1972 vertrok de USS Saratoga naar de Amerikaanse marinebasis in de Filipijnen. Het was de eerste keer dat het schip in de Grote Oceaan opereerde. Het schip voer door naar de Golf van Tonkin vanwaaruit het deelnam aan de Vietnamoorlog. In totaal waren er zeven missies waarin de vliegtuigen van het schip luchtaanvallen uitvoerden tegen Noord-Vietnam. Daarbij kwamen een aantal piloten om en gingen een aantal vliegtuigen verloren. Op 7 januari 1973 vertrok het schip via Singapore terug naar de VS. Begin 1975 maakte de Saratoga deel uit van de NAVO-operatie Locked Gate-75 die een antwoord was op de Anjerrevolutie in Portugal. Samen met andere oorlogsschepen ankerde het schip voor het presidentiële paleis in Lissabon. In 1976 nam de USS Saratoga deel aan operaties tijdens de Libanese burgeroorlog.

### Jaren 1980
In maart 1980 was de Saratoga op missie in de Middellandse Zee waar grote oefeningen werden gehouden. Ook zusterschip USS Forrestal was daarbij. Op 28 september ging het schip naar de marinescheepswerf in Philadelphia. De Saratoga was het eerste vliegdekschip dat het Service Life Extension Program (SLEP) onderging. De aanpassingen duurden 28 maanden en moesten de levensduur van het schip met zo'n 15 jaar verlengen.
In augustus 1985 vertrok het schip naar de Middellandse Zee voor een routinemissie. Toen kaapten terroristen echter het Italiaanse cruiseschip Achille Lauro en kwam de USS Saratoga in actie. De kapers waren na intensieve onderhandelingen naar Egypte gevlucht waar ze op een lijnvlucht uit het land werden gezet. Op bevel van president Ronald Reagan werd het lijnvliegtuig door gevechtsvliegtuigen van de Saratoga achtervolgd en in Italië op de grond gedwongen waarna de terroristen werden ingerekend. Op 23 maart 1986 opereerde het schip nabij Libië en overschreed het wat dat land de line of death had genoemd. In de luchtoorlog die volgde vernietigden vliegtuigen van de Saratoga een Libisch radarstation en drie patrouilleboten. In 1987 kreeg het schip een volgend onderhoud van $280 miljoen.

### Jaren 1990
Begin jaren 1990 verloor de USS Saratoga 21 bemanningsleden bij een incident met een veerboot nabij Haifa. In 1991 nam het schip deel aan Operatie Desert Storm. Vanuit de Rode Zee voerden de vliegtuigen luchtaanvallen uit tegen Irak. Het eerste Amerikaanse vliegtuig dat tijdens deze oorlog verloren ging was een F-18 van de Saratoga. Op een bepaald ogenblik beweerde Saddam Hoessein dat de Saratoga en andere schepen van de coalitie waren gekelderd. Een raket die op het schip was afgevuurd had nochtans meer dan 100 zeemijlen gemist. Eind 1992 was er een incident tijdens NAVO-oefening Display Determination 1992.
De Turkse torpedojager/mijnenlegger TCG Muavenet, die onder Nederlands commando voer, werd tijdens een simulatie-oefening op 2 oktober per ongeluk getroffen door twee RIM-7 Sea Sparrow-raketten van de USS Saratoga. Vijf Turkse officieren kwamen hierbij om. De commandant en zeven officieren van de Saratoga werden gestraft. Op 20 juli 1994 werd de USS Saratoga in Mayport buiten dienst gesteld en geschrapt van het scheepsregister van de marine (stricken). In mei 1995 werd het naar Philadelphia gesleept en in augustus 1998 verder naar Newport. Daar werd een groot deel van de uitrusting weggehaald voor de actieve vliegdekschepen. Er wordt getracht de ex-Saratoga - na het schrappen uit het scheepsregister is het schip naamloos - om te bouwen tot museumschip voor North Kingstown. Dit is niet gelukt op 31 maart 2019 is de sloop van het schip voltooid.